# لاين موراي
لاين موراي (بالإنجليزية: Iain Murray)‏ هو كاتب بريطاني، ولد في 19 أبريل 1931 في لانكشر في المملكة المتحدة.